# Copa Bicentenario (Peru)
A Copa Bicentenario é uma competição nacional de futebol do Peru. O torneio, criado em 2019, é disputado nos moldes da Copa do Mundo, sob organização da Federação Peruana de Futebol através da Liga de Fútbol Profesional e está aberta a todos os clubes da Liga1 e Liga2, primeira e segunda divisão do futebol peruano, respectivamente. O campeão, além do título, também fatura uma vaga na Copa Sul-Americana do ano seguinte à conquista.

## Regulamento
A Copa Bicentenario é disputada pelos times da Liga1 e Liga2 em cinco fases. Na fase de grupos, eles estão divididos em oitos grupos, sendo que os dois primeiros de cada chave avançam para a próxima fase. Em caso de igualdade na pontuação, são critérios de desempate: 1) melhor saldo de gols, 2) mais gols pró, 3) menos gols sofridos, 4) confronto direto, 5) fair play. Nas oitavas, quartas e final, os times se enfrentam em sistema mata-mata em jogo único, e na semifinal em jogos de ida e volta com aplicação da regra do gol fora de casa. Em caso de empate no tempo normal (ou no agregado das partidas e no gol qualificado), a vaga ou o título será decidido na disputa de pênaltis. O vencedor da copa garante classificação direta para a Copa Sul-Americana do ano seguinte.

## Edições
| Ano           | Campeão                                  | Placar                                   | Vice-campeão                             | Local                                    |
| ------------- | ---------------------------------------- | ---------------------------------------- | ---------------------------------------- | ---------------------------------------- |
| 2019 Detalhes | Atlético Grau                            | 0 – 0 (4–3 p)                            | Sport Huancayo                           | Miguel Grau, Callao                      |
| 2020          | Cancelado devido à Pandemia de COVID-19. | Cancelado devido à Pandemia de COVID-19. | Cancelado devido à Pandemia de COVID-19. | Cancelado devido à Pandemia de COVID-19. |
| 2021 Detalhes | Sporting Cristal                         | 2 – 1                                    | Carlos A. Mannucci                       | Estádio Alejandro Villanueva, Lima       |
| 2022          | Cancelado                                | Cancelado                                | Cancelado                                | Cancelado                                |

## Títulos por clube
| Clube          | Título(s) | Vice(s) | Ano(s) do(s) título(s) | Ano(s) do(s) vice(s) |
| -------------- | --------- | ------- | ---------------------- | -------------------- |
| Atlético Grau  | 1         | 0       | 2019                   | —                    |
| Sport Huancayo | 0         | 1       | —                      | 2019                 |